# Kimie Morita
Kimie Morita (森田貴美枝?, Morita Kimie; Suita, 27 febbraio 1958) è un'ex pallavolista giapponese, vincitrice della medaglia di bronzo ai Giochi olimpici di Los Angeles 1984.

## Palmarès
- Giochi olimpici

Los Angeles 1984: bronzo.
- Giochi asiatici

Nuova Delhi 1982 : argento.